# Jonas Myrin
Jonas Carl Gustaf Myrin, mais conhecido como Jonas Myrin, é um cantor, compositor e produtor sueco que mora em Los Angeles, Califórnia. Sua carreira solo começou em 2012 com a música "Day of the Battle", com certificado de ouro, na Alemanha. Myrin ganhou dois prêmios Grammy pela música "10,000 Reasons (Bless the Lord)", que ele coescreveu com Matt Redman. Ele também ganhou Billboard e vários Dove Awards, bem como muitas indicações para esses prêmios. Ele escreveu canções para artistas como Barbra Streisand, Idina Menzel, Andrea Bocelli, Lauren Daigle, Nicole Scherzinger e outros, e frequentemente produziu as obras.

## Início da vida
Myrin nasceu em Örebro, Suécia. Ele começou a tocar piano muito cedo e escreveu sua primeira música aos onze anos. Seus pais fizeram trabalhos de caridade e ministério em todo o mundo. Enquanto crescia, seus pais compartilharam suas músicas favoritas com ele, incluindo Stevie Wonder, The Beatles, discos de Donny Hathaway, que ele citou como uma grande influência em seu trabalho.
Aos 17 anos, Myrin mudou-se para Londres, onde estudou em uma faculdade de artes criativas. Lá ele se envolveu com a Hillsong London e coescreveu várias canções que foram apresentadas em vários álbuns da Hillsong Music. Nos anos que se seguiram, ele escreveu canções para artistas, incluindo membros do Supergrass do rock, bem como Bjorn de Peter Bjorn e John, Natasha Bedingfield e Greg Kurstin, entre outros.
Em 2002, ele apareceu no videoclipe da música "Get Over You" da Sophie Ellis-Bextor.

## Carreira musical
Em 2007, Myrin coescreveu "Yours" para o álbum de Steven Curtis Chapman, This Moment. A música passou vinte e seis semanas na parada Hot Christian Songs. "Yours" ganhou a Canção do Ano no BMI Music Awards no ano seguinte.
Juntamente com John Hill, Myrin escreveu "Run Run Run" e "A Little Too Much" em 2010 para o álbum de Bedingfield, Strip Me, e a última música se tornou o título final do filme da Warner Bros, Something Borrowed, estrelado por Kate Hudson. Nesse mesmo ano, ele escreveu "Our God" para Chris Tomlin, que recebeu uma indicação ao Grammy e ganhou os prêmios Dove e Billboard. "Our God" teve quase 400 milhões de streams globais.
Myrin escreveu a música "Period" como tema de abertura da série de anime japonesa, Fullmetal Alchemist: Brotherhood. A música foi interpretada pela dupla pop japonesa Chemistry e alcançou a 12ª posição nas paradas semanais da Oricon por oito semanas consecutivas.
Em junho de 2012, Myrin lançou seu primeiro single solo, "The Day of the Battle", pela EMI Records e foi certificado ouro na Alemanha, e alcançou o Top 40 nas playlists de rádio da Alemanha. Na véspera de Ano Novo de 2014, ele cantou a música para centenas de milhares de pessoas ao vivo no Portão de Brandemburgo em um show com Pet Shop Boys, Bonnie Tyler e Loreen. Myrin fez uma turnê com Katie Melua e Sunrise, REF e outros, e se apresentou em programas de televisão alemães, incluindo ZDF TV Show Bauhaus, o Golden Henne Award, e The Fernsehgarte.
Ele coescreveu "10,000 Reasons (Bless the Lord)" com Matt Redman (que cantou a música). A canção ganhou dois Grammys e passou 16 semanas no primeiro lugar na Christian Radio e permaneceu em primeiro lugar na Billboard, Christian Songs Chart por quatro meses.
Myrin continuou a escrever e coescrever para outros artistas. Em 2012, ele cocompôs "Cornerstone" para Hillsong, e um ano depois, junto com Peter Kvint, coescreveu "One and Only One" para a dupla coreana Tohoshinki. A última música alcançou o primeiro lugar no Japão.
Em 2015, Myrin assinou um contrato de publicação global com Universal Music Group e Capitol CMG Publishing.
Myrin colaborou em várias músicas com Lauren Daigle, incluindo "Loyal" em 2016.
A canção de Myrin, "Your Spirit", que ele coescreveu com Kim Walker-Smith, Matt Redman e Natasha Cobbs Leonard, tornou-se um sucesso internacional com a gravação de Cobb, levando o álbum "Heart" ao primeiro lugar na parada de álbuns gospel. A música decolou e Walker-Smith e Gabriella Rocha colaboraram para uma versão em português chamada "Teu Espírito", que foi lançada no Brasil.
Em 2018, Myrin escreveu o hit AC, "Great Things", com Phil Wickham para seu álbum Living Hope, e a música foi indicada como Canção Gravada de Adoração do Ano no Dove Awards 2020.
"Ser capaz de absorver esses diferentes gêneros é fascinante", disse Myrin à revista UBC – União Brasileira de Compositores enquanto esteve no Brasil. "Você pode escrever uma bossa nova em Los Angeles. Mas não é a mesma coisa que compor com alguém que a tem no sangue".
Myrin se reuniu com Idina Menzel em um dueto para uma nova versão de "At This Table" que ele produziu para uma versão deluxe do álbum, A Season of Love, vendida nas lojas Target no Natal de 2020. Juntos, Myrin e Menzel cantaram "At This Table" e seu próprio single, "Just a Breath Away (Noel)", no especial do feriado de Natal da USO em 2020.

### Trilhas sonoras
Em 2017, ele escreveu e cantou a música "Sadness (Who's Laughing Now)" para o filme da Sony Pictures, Rough Night, com Scarlett Johansson. Um ano depois, ele coescreveu "Gloria the Gift of Life" para Andrea Bocelli. A música foi apresentada como título final do filme Fatima em 2020.
Em 2020, ele escreveu "Together in This", a música título final usada para Jungle Beat: The Movie cantada por Natasha Bedingfield. Myrin e Bedingfield cantaram a música e foram entrevistados em programas de televisão ao redor do mundo, incluindo o Afternoon Express da África do Sul, o Live with Kelly and Ryan da rede de televisão ABC e o The Talk da rede de televisão CBS. A Forbes observou que o lançamento da música durante a pandemia de COVID-19 foi "uma oferta especialmente pertinente. É uma celebração otimista de todas as forças que unem a humanidade - e, mais importante, de que essas conexões são necessárias para nossa sobrevivência coletiva".
Em 2020, ele foi contratado para escrever a música-tema, "Just a Breath Away (Noel)", para o filme natalino, The Three Wise Men, dirigido por Yarrow e com narração do falecido Andy Griffith.

## Discografia
| Ano  | Título | Artista                                                             | Coescritores | Álbum                                      |
| ---- | --- | ------------------------------------------------------------------- | --- | ------------------------------------------ |
| 2003 | "Centre of My Life", "Gonna Be Alright", "Father's Love", "I Will Go", "Me" | Hillsong Worship                                                    | Natasha Bedingfield, Gio Galanti | Shout Gods Fame                            |
| 2003 | "Shout Your Fame: | Hillsong Worship                                                    | Natasha Bedingfield, Gio Galanti, Paul Nevison | Hope                                       |
| 2004 | "Hallelujah" | Marty Sampson                                                       | Marty Sampson | For All You've Done                        |
| 2005 | "There is Nothing Like" | Marty Sampson                                                       | Marty Sampson | Look to You and God He Reigns              |
| 2007 | "Christmas Angels" | Michael W. Smith                                                    | Michael W. Smith | It's a Wonderful Christmas                 |
| 2007 | "Feelgood" | Ola                                                                 | Tony Nilsson | Good Enough                                |
| 2007 | "Yours" | Steven Curtis Chapman                                               | Steven Curtis Chapman | This Moment                                |
| 2009 | "2nd Chance" | Anna Abreu                                                          | Patrik Berggren, Karl Aastroem | Just a Pretty Face?                        |
| 2009 | "We Shall Not Be Shaken", "Through it All", "You Alone Can Rescue", "The Glory of Our King", "How Great is Your Faithfulness", "Gloria", "All That Really Matters"                                  | Matt Redman                                                         | Matt Redman, Jess Cates, Peter Kvint | We Shall Not Be Shaken                     |
| 2010 | "Another Sky" | Harry Brooks Jr.                                                    | Mathias Wollo, Melissa Pierce | 5 April                                    |
| 2010 | "Sígueme Y Te Seguiré“ | Christian Chávez                                                    | Peter Kvint | Almas Transparentes                        |
| 2010 | "Our God" | Chris Tomlin                                                        | Matt Redman, Jesse Reeves, Chris Tomlin | And If Our God Is For Us                   |
| 2010 | "Little Too Much", "Run-Run-Run", "Break Thru" | Natasha Bedingfield                                                 | Natasha Bedingfield, John Hill, Andreas Kleerup | Strip Me                                   |
| 2011 | "Nuestro Dios (Our God)" | Eric Lopez                                                          | Chris Tomlin, Jesse Reeves, Matt Redman | Top 25 Cantos de Alabanza (2012 Edition)   |
| 2011 | "Never Once", "We Are the Free", "Holy", "10,000 Reasons (Bless the Lord)", "Fires", "Where Would We Be", "We Could Change the World", "Magnificent", "O This God", "Endless Hallelujah"            | Matt Redman                                                         | Matt Redman, Jason Ingram, Chris Tomlin, Tim Wanstall | 10,000 Reasons                             |
| 2012 | "Cornerstone" | Hillsong Live                                                       | Eric Liljero, Reuben Morgan, Edward Mote | Cornerstone                                |
| 2012 | "Nosso Deus (Our God)" | Marcus Salles                                                       | Chris Tomlin, Jesse Reeves, Matt Redman | Ao vivo na Igreja                          |
| 2012 | "Yahweh" | Passion                                                             | Jason Ingram, Chris Tomlin | Passion: White Flag                        |
| 2013 | "One and Only One'" | Tohoshinki                                                          | Peter Kvint | TIME                                       |
| 2013 | "Christ Is Enough" | Hillsong Church                                                     | Reuben Morgan | Glorious Ruins                             |
| 2013 | "Benediction", "I Need You Now", "Mercy", "One Name Alone", "This Beating Heart", "Wide As the Sky", "Your Grace Finds Me"                                                                          | Matt Redman                                                         | Matt Redman, Scott Ligertwood, Jason Ingram, Kristian Stanfill                                                                                              | Your Grace Finds Me                        |
| 2013 | "Dieu admirable" | Georges Merza                                                       | Chris Tomlin, Jesse Reeves, Matt Redman | Culture Louange                            |
| 2013 | "Let My People Go" | Matt Redman                                                         | Beth Redman, Gary Baker, Matt Redman | Secret World                               |
| 2013 | "Mis Ojos Están en Ti" | Martin Smith                                                        | Martin Smith | Día de Redención                           |
| 2013 | "Santo (Holy)" | Mariana Valadão                                                     | Jason Ingram, Matt Redman | Santo                                      |
| 2013 | "Sovereign" | Chris Tomlin                                                        | Jason Ingram, Chris Tomlin, Martin Chalk, Matt Redman | Burning Lights                             |
| 2014 | "Broken Vessels (Amazing Grace)", "No Other Name", "Calvary", "Our Father" | Hillsong Worship                                                    | Joel Houston, Taya Smith, Reuben Morgan, Mrs. Walter G. Taylor, Scott Ligertwood, Brooke Fraser                                                             | No Other Name                              |
| 2014 | "At the Cross (Love Ran Red)", "Jesus, This is You" | Chris Tomlin                                                        | Chris Tomlin, Ed Cash, Matt Armstrong, Matt Redman | Love Ran Red                               |
| 2014 | "Half a Heart" | I Heart Sharks                                                      | Joseph Cross, Pierre Beecroft, Simon Wangemann | Anthems                                    |
| 2014 | "Let It Be Jesus" | Passion, Christy Nockels                                            | Chris Tomlin, Matt Redman | Let It Be Jesus                            |
| 2014 | "Vases d'Argile (Grâce Infinie)" | Hillsong En Français                                                | Joel Houston | Simplified Worship Songs in French         |
| 2014 | "Worthy" | Passion                                                             | Chris Tomlin, Matt Redman | Passion: Take it All                       |
| 2014 | "Zehntausend Gründe" | Yasmina Hunzinger, Daniel Harter, Ann Kristin Röder                 | David Hanheiser, David Schnitter, Matt Redman | Night of the Hymns                         |
| 2015 | "Hello" | Kiyohito Komatsu, Patrik Berggren, David Astrom                     | w-inds | Seventh Ave.                               |
| 2015 | "A Christmas Alleluia", "A King Like This", "Midnight Clear (Love Song)" | Chris Tomlin                                                        | Chris Tomlin, Matt Redman, Ed Cash/Traditional | Adore: Christmas Songs of Worship          |
| 2015 | "Be With You", "Remedy" | Leslie Clio                                                         | Leslie Clio, Per Ekland |                                            |
| 2015 | "Find Me at the Feet of Jesus", "Let It Be Jesus" | Christy Nockels                                                     | Chris Tomlin, Matt Redman | Let It Be Jesus                            |
| 2015 | "Flames", "King of My Soul", "Louder", "Majesty of the Most High", "No One Like Our God", "Songs in the Night", "Unbroken Praise"                                                                   | Matt Redman                                                         | Matt Redman, Jason Ingram, Jorge Mhondera, Willie Weeks, Chris Tomlin, Ed Cash                                                                              | Unbroken Praise                            |
| 2015 | "King of My Soul" | Matt Redman                                                         | Matt Redman, Jorge Mhondera, Willie Weeks | Unbroken Promise                           |
| 2015 | "Let It Be Jesus" | Encounter Music                                                     | Chris Tomlin, Matt Redman | Who You Are                                |
| 2015 | "Me Rindo a Ti" | Aline Barros                                                        | Chris Tomlin, Jason Ingram, Matt Redman | Vivo Estas                                 |
| 2015 | "Mi Roca", "Mi Todo", "Vasijas Rotas (Sublime Gracia) | Hillsong en Español                                                 | Eric Liljero, Reuben Morgan, Joel Houston | En Esto Creo (live)                        |
| 2015 | "Santo (TCE)" | The Crossing Church                                                 | Matt Redman, Jason Ingram | The Crossing Sessions, Vol. 1              |
| 2016 | "Let There Be Light" | Hillsong Worship                                                    | Michael Guy Chislett, Matt Crocker, Joel Houston, Brooke Fraser, Scott Ligertwood                                                                           | Let There Be Light                         |
| 2016 | "Loyal" | Lauren Daigle                                                       | Jason Ingram, Lauren Daigle, Paul Mabury | How Can It Be                              |
| 2016 | "1000 Tongues" | Vertical Worship                                                    | Andi Rozier, Chris Tomlin, Jason Ingram, Matt Maher, Matt Redman                                                                                            | Frontiers                                  |
| 2016 | "A Minha Fé (My Faith)" | Ministério de Louvor Rio do Trono                                   | | Incomparável                               |
| 2016 | "Crie ta gloire" | Jeunesse en Mission                                                 | Gio Galanti, Natasha Nevison, Paul Nevison | J'aime l'Eternel Kids Vol. 5               |
| 2016 | "Find Me" | Sylver Logan Sharp                                                  | Emanuel Olsson, Rachel Thibodeau | Find Me                                    |
| 2016 | "Glory Hallelujah", "Glory to You in the Highest (O Come Let Us, Adore)", "Hearts Waiting (Joy to the World)", "Help From Heaven", "O Little Town (The Glory of Christmas)", "The Name of Emmanuel" | Matt Redman                                                         | Matt Redman, Beth Redman, Chris Tomlin, Bernie Herms/Traditional                                                                                            | These Christmas Lights                     |
| 2016 | "God and God Alone", "God of Calvary" | Chris Tomlin                                                        | Jason Ingram, Chris Tomlin, Matt Maher, Matt Redman | Never Lose Sight                           |
| 2016 | "Lay Me Down" | The Hope Collective                                                 | Chris Tomlin, Jason Ingram, Matt Redman | Back to Life                               |
| 2016 | "Mercy" | Bethany Worship                                                     | Matt Redman | The Spark                                  |
| 2016 | "Mín Vón Er Bygd Á" [featuring Bodil Olsen] | Maibritt Højgaard Johansen, Keldan Worship                          | Eric Liljero, Reuben Morgan, Edward Mote, Maibritt Højgaard Johansen, Keldan Worship                                                                        | Mín Vón Er Bygd Á                          |
| 2016 | "No Hay Otra Nombre" | Twice                                                               | Joel Houston | Sesión Orgánica, Vol. 3                    |
| 2016 | "Sovereign" | Melinda Botticelli                                                  | Jason Ingram, Chris Tomlin, Martin Chalk, Matt Redman | Melinda Botticelli live                    |
| 2016 | "Vasijas Rotas" | Marisol Park                                                        | Joel Houston | Mi Todo                                    |
| 2017 | "Weil Liebe nie zerbricht" | Helene Fischer                                                      | Robin Grubert Justin Stanley, Ali Zuckowski, Sera Finale, Jennie Lena                                                                                       | Helene Fischer                             |
| 2017 | "Awake My Soul (A 1000 Tongues)" | Laura Story                                                         | Laura Story, Matt Maher, Matt Redman | Open Hands                                 |
| 2017 | "En Tu Cruz" | La Octava                                                           | Chris Tomlin, Ed Cash, Matt Armstrong, Matt Redman | Eterna Roca                                |
| 2017 | "Glory Be" | Connection Worship                                                  | Chris Tomlin, Ed Cash, Jason Ingram | Come Alive                                 |
| 2017 | "Gracefully Broken", "The Name of Our God", "The River of the Lord", "Wonderful Grace", "Your Spirit"                                                                                               | Tasha Cobbs Leonard                                                 | Bryan Torwalt, Katie Torwalt, Matt Redman, Natasha Leonard, Kenneth Leonard Jr., Kim Walker-Smith                                                           | Heart.Passion.Pursuit                      |
| 2017 | "Greatest Hallelujah" | Matt Redman                                                         | Matt Redman | Glory Song                                 |
| 2017 | "Here I Bow", "Mention of Your Name", "Mercy and Majesty" | Dan Musselman                                                       | | After All These Years: Solo Piano          |
| 2017 | "Home" | Grainne Duffy                                                       | Justin Stanley | Where I Belong                             |
| 2017 | "Hope is Marching On", "It is Finished", "Questions (You Are Faithful)", "Still I Sing" | Matt Redman                                                         | Matt Redman, Ed Cash | Glory Song                                 |
| 2017 | "Love Looks Like" | Art House                                                           | Natasha Bedingfield, Julio Reyes Copello | Love Looks Like (with Natasha Bedingfield) |
| 2017 | "Misfit Anthem (Radio Version)" | Social Club Misfits                                                 | Fernando Miranda, Joel Houston, Joel McNeill, John McNeill, Marty Santiago, Wit Shahbazian                                                                  | The Misadventures of Fern & Marty          |
| 2018 | "Heart of God", "SELAH I" | Hillsong Young & Free                                               | Aodhan King | III                                        |
| 2018 | "Gloria the Gift of Life" | Andrea Bocelli                                                      | Bob Ezrin, Edmond Cash | Si                                         |
| 2018 | "What's on My Mind", "Don't Lie to Me", "The Rain Will Fall", "Better Angels" | Barbra Streisand                                                    | Barbra Streisand, Carole Bayer Sager, Jay Landers, John Shanks, Charlie Midnight,                                                                           | Walls                                      |
| 2018 | "Tu me manques" (featuring Vanessa Paradis), "Hope", ""Je veux bien, je ne sais pas", "Le jour et la nuit", "La question", "Ne tombe pas"                                                           | Gaëtan Roussel, Dimitri Peronno, Justin Stanley, Clarisse Fieurgant | Gaëtan Roussel | Traffic                                    |
| 2018 | "Great Things" | Phil Wickham                                                        | Phil Wickham | Living Hope                                |
| 2018 | "10K" | KB                                                                  | Kevin Burgess, Matt Redman, Quinten Coblentz, Wes Writer | 45                                         |
| 2018 | "Cuando Menciono Tu Nombre" | Victor Robles                                                       | Brian Johnson, Jenn Johnson, Matt Redman, Seth Mosley | Cuando Menciono Tu Nombre                  |
| 2018 | "Deeper" | Tamia                                                               | Julio Reyes, Lundon "DaBridge" Knighten, Tamia Hill | Passion Like Fire                          |
| 2018 | "Isus Imi E-Ndeajuns" | Decean                                                              | Reuben Morgan | Un Drum Nou EP                             |
| 2018 | "Não Há Um Nome Igual", "Vasos Quebrados (Sublime Graça)" | Hillsong Em Português                                               | Joel Houston | Quão Lindo Esse Nome                       |
| 2018 | "Tu Corazón" | Twice                                                               | Aodhan | Tu Corazón                                 |
| 2018 | "Zehntausend Gründe" | Jugendchor Mitternachtsruf                                          | David Hanheiser, David Schnitter, Matt Redman | König Jesus                                |
| 2019 | "Beautiful Life" | Now United                                                          | Gannin Arnold, Lousteau John | Now United Essentials                      |
| 2019 | "Dias Roubados" | Ana Carolina                                                        | Ana Carolina, Antonio Villeroy | Fogueira em Alto Mar EP                    |
| 2019 | "At This Table" | Idina Menzel                                                        | Idina Menzel | Christmas: A Season of Love                |
| 2019 | "Sweet Freedom" | The Kelly Family                                                    | Patricia Kelly | 25 Years Later                             |
| 2019 | "Hoje Eu Sei" | Vanessa da Mata                                                     | Vanessa da Mata | Quando Deixamos Nossos Beijos na Esquina   |
| 2019 | "A Tu Nombre Mencionar – Sesiones Emerge" | Antonio & Allison                                                   | Brian Johnson, Jenn Johnson, Seth Moslehy | A Tu Nombre Mencionar – Sesiones Emerge    |
| 2019 | "Alive" | Hillsong Worship                                                    | Gio Galanti, Natasha Bedingfield | Jesus is My Superhero                      |
| 2019 | "Always Jesus" | Gene Moore                                                          | Bernie Herms, Danny Gokey, Matt Redman | Tunnel Vision                              |
| 2019 | "Bénis Dieu" | Andy Alonso                                                         | Matt Redman | Dieu incomparable                          |
| 2019 | "Love Never Fails" | William Murphy                                                      | Tasha Cobbs Leonard | Settle Here                                |
| 2019 | "Mi Dios" | Sara Escobar                                                        | Chris Tomlin, Jesse Reeves, Matt Redman | Sesiones Acústicas, Vol. 3                 |
| 2019 | "Pai Nosso" | Cristiane Luiza                                                     | Brooke Ligertwood, Scott Ligertwood | Eterno                                     |
| 2019 | "Quem Sabe Numa Tarde" | Ana Carolina                                                        | Ana Carolina, Antonio Villeroy | Quem Sabe Numa Tarde                       |
| 2019 | "Worship Medley" | Donnie McClurkin                                                    | Chris Tomlin, Darius Paulk, Ed Cash, Jesse Reeves, Matt Redman, Robin Mark                                                                                  | A Different Song                           |
| 2020 | "Thank Me Later", "Stranger", "Lonely" | Devon Gilfillian                                                    | Devon Gilfillian, Thad Cockrell, Tim Bruns, Jeremy Lutito, Tobias Jesso Jr., Carl Anderson, Zack Smith, Hedy West, Ted Daryll, Jonathan Smalt, Tim Anderson | Black Hole Rainbow                         |
| 2020 | "Together in This" | Natasha Bedingfield                                                 | Natasha Bedingfield | Jungle Beat: The Movie soundtrack          |
| 2020 | "Don't Lose Hope", "Love Found Me "Mother", "We're Gonna Be Okay" | Patricia Kelly                                                      | Patricia Kelly | One More Year                              |
| 2020 | "Hati-Mu" | Hillsong Dalam Bahasa Indonesia                                     | Aodhan King | "Raja S'gala Raja"                         |
| 2020 | "Hij Is Genoeg Voor Mij" | Squareband                                                          | Reuben Morgan | Square Live 2019                           |
| 2020 | "Le cœur de Dieu" | Hillsong En Français                                                | Aodhan King | "Mains nettes" / "Cœurs purs"              |
| 2020 | "Love We're Going To Lose" | Craig Strickland                                                    | Craig Strickland | Starlit Afternoon                          |
| 2020 | "The Lord is My Salvation" | Shane & Shane                                                       | Keith Getty, Kristyn Getty, Nathan Nockels | Facing a Task Unfinished                   |
| 2020 | "There's Nobody Like You"/"Our God is Greater" | IMMV Band                                                           | Chris Tomlin, Jesse Reeves, Matt Redman | X                                          |